# Burns Supper

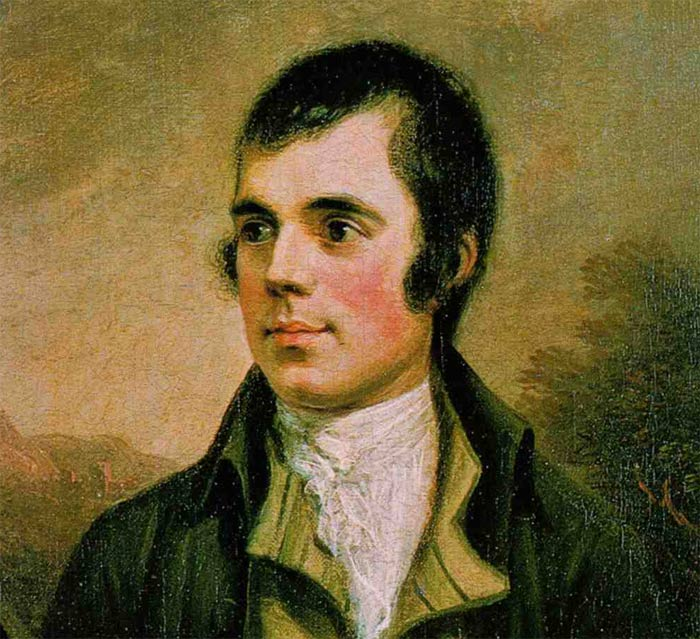
Robert Burns (1759–1796)

Das Burns Supper ist in Schottland ein jährliches Fest zu Ehren des Dichters Robert Burns. Gehalten wird es an seinem Geburtstag, dem 25. Januar (Burns Night, im angelsächsischen Raum sind Gedenktage üblicherweise Geburts- und nicht Todestage). Burns Suppers werden zu diesem Termin nicht nur in Schottland gehalten, sondern überall dort, wo die sehr erhebliche Anzahl von schottischen Migranten und ihren Kindern sich in der Welt niedergelassen haben, vor allem in Kanada, Nordirland, Australien und den Vereinigten Staaten.
Auf der Speisekarte steht immer das gleiche: Suppe, Haggis mit Steckrübe und Kartoffeln (neeps and tatties), und als Nachtisch ein Trifle. Wenigstens bei den Trinksprüchen wird Whisky getrunken. Der formelle Teil des Abends folgt einem sehr ritualisierten Ablauf. Bevor der Haggis serviert wird, wird er auf einer Servierplatte feierlich vom Koch unter Begleitung eines im Kilt bekleideten Dudelsackspielers zum Rednertisch getragen, wo der Hausherr (oder der Wirt des Restaurants, in dem man die Burns Night feiert) das Burns-Gedicht The Address to a Haggis (siehe unten) vorträgt. Bei den Worten cut you up wi’ ready slight („dich mit schlichter Gewandtheit aufschlitzen“) in der dritten Strophe wird die Hülle aufgeschnitten, so dass die Innereien auslaufen und sich auf der ganzen Servierplatte verteilen. 
Nach dem Essen wird eine Reihe von Reden gehalten, immer nach einer streng ritualisierten Ordnung. The Immortal Memory ist eine Gedenkrede an Burns, typischerweise mit literarischer Würdigung ausgewählter Gedichte und einer Bezugnahme auf die heutige Politik und Sittlichkeiten. Beim Toast to the Lassies darf ein ausgewählter Mann die Frauen böse auf den Arm nehmen, bevor er ihnen einen Trinkspruch widmet. Darauf darf eine der Frauen in ähnlich neckischem Ton antworten. Zwischendurch werden Gedichte und Lieder von Burns vorgetragen und -gesungen.
The Address to a Haggis (1786)
Fair fa’ your honest, sonsie face,
Great Chieftain o’ the Puddin-race!
Aboon them a’ ye tak your place,
Painch, tripe, or thaim:
Weel are ye wordy of a grace
As lang’s my arm. 
The groaning trencher there ye fill,
Your hurdies like a distant hill,
Your pin wad help to mend a mill
In time o’ need,
While thro’ your pores the dews distil
Like amber bead.
His knife see Rustic-labour dight,
An’ cut you up wi’ ready slight,
Trenching your gushing entrails bright
Like onie ditch;
And then, O what a glorious sight,
Warm-reekin’, rich! 
Then, horn for horn they stretch an’ strive,
Deil tak the hindmost, on they drive,
Till a’ their weel-swalled kytes belyve
Are bent like drums;
Then auld Guidman, maist like to rive,
Bethankit hums.
Is there that owre his French ragout
Or olio that wad staw a sow,
Or fricassee wad mak her spew
Wi’ perfect sconner,
Looks down wi’ sneering, scornfu' view
On sic a dinner?
Poor devil! See him owre his trash,
As feckless as a withered rash,
His spindle shank a guid whip-lash,
His nieve a nit;
Thro’ bluidy flood or field to dash,
O how unfit! 
But mark the Rustic, haggis-fed,
The trembling earth resounds his tread,
Clap in his walie nieve a blade,
He’ll mak it whissle;
An’ legs, an’ arms, an' heads will sned,
Like taps o’ thrissle. 
Ye Powers wha mak mankind your care,
And dish them out their bill o’ fare,
Auld Scotland wants nae skinking ware
That jaups in luggies;
But, if ye wish her gratefu’ prayer,
Gie her a Haggis!